# Hanczarki
Hanczarki (ukr. Гончарки, Honczarky) – wieś na Ukrainie, w  obwodzie tarnopolskim, w rejonie tarnopolskim.
Do 2020 w rejonie trembowelskim.